# Titolo di città in Svezia
Il titolo di città (svedese: stad, plurale städer) in Svezia fu concesso per decreto reale fino alla sua abolizione nel 1971, quando furono introdotti i comuni, ad un totale di 135 località.
Per la concessione del privilegio erano necessari alcuni privilegi, oltre la consistenza dell'abitato, che variavano a discrezione del parlamento (il Riksdag) e del monarca, e includevano di solito la presenza di un municipio e una prigione. 
Prima di diventare città, veniva di solito concesso ad un abitato lo status intermedio di köping (centro mercantile). Fuori da questo quadro erano ad esempio le città fondate sotto supervisione reale, che portano generalmente il nome di un monarca, come Kristianstad o Karlskrona (che portano i nomi di Cristiano IV di Danimarca e Carlo IX di Svezia).

## Storia
Alla fine del medioevo (1450 circa), la Svezia (escludendo la Finlandia, o Österland) aveva 41 città dotate di statuto. Attorno al 1650 erano diventate 60. Con l'incorporazione delle terre della Scania meridionale, nel 1658, il numero raggiunse le 81. Divennero 103 nel 1917. Le città della Scania, istituite dalla corona danese, richiedevano caratteristiche meno restrittive per la concessione dello status.
Dopo la riforma, le città e gli altri comuni vennero designati come "kommun". Alcuni comuni svedesi usano il nome città in alcuni casi (in Svedese: stad). I comuni che fanno uso di questo termine sono Stoccolma, Göteborg, Malmö, Helsingborg, Haparanda, Solna, Vaxholm, Västerås, Borås, Lidingö, Landskrona e Mölndal.
Oggi il termine città non è più usato per il centro abitato che aveva tale privilegio, ma si riferisce di solito all'area urbana in generale, tuttavia alcuni comuni comprendenti antiche città hanno nel loro stemma il simbolo conferito dallo status.

## Popolazioni
Nel 1850 le maggiori città erano: Stoccolma (93 000 abitanti), Göteborg (26.000), Norrköping (17.000), Karlskrona (14.000), Malmö (13.000).
Nel 1900: Stoccolma (300.624), Göteborg (130.609), Malmö (60.857), Norrköping (41.008), Gävle (29.522), Helsingborg (24.670), Karlskrona (23.955), Jönköping (23.143), Uppsala (22.855), Örebro (22.013), Lund (16.621), Borås (15.837), Halmstad (15.362).

## Lista
Lista delle 133 (o 134 a seconda che si consideri Skanör come parte di Falsterbo o meno) località che fino al 1971 avevano lo status di città. L'anno tra parentesi indica quando furono istituite od ottennero un decreto reale.
| Città        | Anno di istituzione   |
| ------------ | --------------------- |
| Alingsås     | 1619                  |
| Arboga       | 1200 ca.              |
| Arvika       | 1911                  |
| Askersund    | 1643                  |
| Avesta       | 1641-1686, e dal 1919 |
| Boden        | 1919                  |
| Bollnäs      | 1942                  |
| Borgholm     | 1816                  |
| Borlänge     | 1944                  |
| Borås        | 1622                  |
| Djursholm    | 1914                  |
| Eksjö        | 1400                  |
| Enköping     | 1300                  |
| Eskilstuna   | 1659                  |
| Eslöv        | 1911                  |
| Fagersta     | 1944                  |
| Falkenberg   | 1558                  |
| Falköping    | 1200                  |
| Falsterbo    | 1200                  |
| Falun        | 1641                  |
| Filipstad    | 1611                  |
| Flen         | 1949                  |
| Gränna       | 1652                  |
| Gävle        | 1300                  |
| Göteborg     | 1619                  |
| Hagfors      | 1950                  |
| Halmstad     | 1200                  |
| Haparanda    | 1848                  |
| Hedemora     | 1400                  |
| Helsingborg  | 1085                  |
| Hjo          | 1400                  |
| Huskvarna    | 1911                  |
| Hudiksvall   | 1582                  |
| Härnösand    | 1585                  |
| Hässleholm   | 1914                  |
| Höganäs      | 1936                  |
| Jönköping    | 1284                  |
| Kalmar       | 1100                  |
| Karlshamn    | 1664                  |
| Karlskoga    | 1940                  |
| Karlskrona   | 1680                  |
| Karlstad     | 1584                  |
| Katrineholm  | 1917                  |
| Kiruna       | 1948                  |
| Kramfors     | 1947                  |
| Kristinehamn | 1642                  |
| Kristianstad | 1622                  |
| Kumla        | 1942                  |
| Kungsbacka   | 1400                  |
| Kungälv      | 1100                  |
| Köping       | 1474                  |
| Laholm       | 1200                  |
| Landskrona   | 1413                  |
| Lidingö      | 1926                  |
| Lidköping    | 1446                  |
| Lindesberg   | 1643                  |
| Linköping    | 1287                  |
| Ljungby      | 1936                  |
| Ludvika      | 1919                  |
| Luleå        | 1621                  |
| Lund         | 990                   |
| Lycksele     | 1946                  |
| Lysekil      | 1903                  |
| Malmö        | 1250 ca.              |
| Mariefred    | 1605                  |
| Mariestad    | 1583                  |
| Marstrand    | 1200                  |
| Mjölby       | 1922                  |
| Motala       | 1881                  |
| Mölndal      | 1922                  |
| Nacka        | 1949                  |
| Nora         | 1643                  |
| Norrköping   | 1384                  |
| Norrtälje    | 1622                  |
| Nybro        | 1932                  |
| Nyköping     | 1187                  |
| Nynäshamn    | 1946                  |
| Nässjö       | 1914                  |
| Oskarshamn   | 1856                  |
| Oxelösund    | 1950                  |
| Piteå        | 1621                  |
| Ronneby      | 1387                  |
| Sandviken    | 1943                  |
| Sala         | 1624                  |
| Sigtuna      | 990                   |
| Simrishamn   | 1300                  |
| Skanör       | 1200                  |
| Skara        | 988                   |
| Skellefteå   | 1845                  |
| Skänninge    | 1200                  |
| Skövde       | 1400                  |
| Sollefteå    | 1917                  |
| Solna        | 1943                  |
| Stoccolma    | 1252                  |
| Strängnäs    | 1336                  |
| Strömstad    | 1672                  |
| Sundbyberg   | 1927                  |
| Sundsvall    | 1624                  |
| Säffle       | 1951                  |
| Säter        | 1642                  |
| Sävsjö       | 1947                  |
| Söderhamn    | 1620                  |
| Söderköping  | 1200                  |
| Södertälje   | 1000                  |
| Sölvesborg   | 1445                  |
| Tidaholm     | 1910                  |
| Torshälla    | 1317                  |
| Tranås       | 1919                  |
| Trelleborg   | 1200                  |
| Trollhättan  | 1916                  |
| Trosa        | 1300                  |
| Uddevalla    | 1498                  |
| Ulricehamn   | 1400                  |
| Umeå         | 1622                  |
| Uppsala      | 1286                  |
| Vadstena     | 1400                  |
| Varberg      | 1100                  |
| Vaxholm      | 1652                  |
| Vetlanda     | 1920                  |
| Vimmerby     | 1400                  |
| Visby        | 1000                  |
| Vänersborg   | 1644                  |
| Värnamo      | 1920                  |
| Västervik    | 1200                  |
| Västerås     | 990                   |
| Växjö        | 1342                  |
| Ystad        | 1200                  |
| Åmål         | 1643                  |
| Ängelholm    | 1516                  |
| Örebro       | 1200                  |
| Öregrund     | 1491                  |
| Örnsköldsvik | 1893                  |
| Östersund    | 1786                  |
| Östhammar    | 1300                  |